# Stazione di Drayton Green
La stazione di Drayton Green è una stazione situata a West Ealing, nel borgo londinese di Ealing, situata lungo la ferrovia West Ealing-Greenford.

## Movimento
La stazione è servita da treni suburbani della Great Western Railway. Il servizio non prevede alcun treno nei giorni festivi.

## Interscambi
Nelle vicinanze della stazione effettuano fermata alcune linee automobilistiche urbane, gestite da London Buses.
- Fermata autobus